# Neoitamus flavofemoratus
Neoitamus flavofemoratus là một loài ruồi trong họ Asilidae. Neoitamus flavofemoratus được Hine miêu tả năm 1909.